# Kow Otani
Kow Otani (大谷 幸, Ōtani Kō, parfois écrit Kō Ōtani, Kou Otani ou Kou Ootani), né le 1er mai 1957, est un compositeur japonais. Il a surtout composé pour des films, des séries animées et quelques jeux vidéo, parmi lesquels les musiques pour Shadow of the Colossus.

## Compositions
- Shitîhantâ (City Hunter) (1987, TV)
- Zhong Ri nan bei he (Spy Games) (1988)
- Kyofun no byoningen saishu kyoshi (The Scary Bionic Man: The Ultimate Teacher et The Ultimate Teacher (USA)) (1988)
- Yamadamura waltz (The Yadamura Waltz) (1988)
- Future GPX Cyber Formula (1991, TV)
- Gokudô sensô: Butôha (1991)
- Future GPX Cyber Formula 11 (1992)
- Yonigeya hompo 2 (1993)
- Future GPX Cyber Formula ZERO (1994)
- Taiho shichauzo (1994) (You're Under Arrest)
- Mainichi ga natsuyasumi (ou It's a Summer Vacation Everyday) (1994)
- Sotsugyo ryoko: Nihon kara kimashita (1994)
- Philosoma (1995, jeu vidéo)
- Gamera daikaijû kuchu kessen (aka Gamera: Giant Monster Midair Showdown and Gamera : Gardien de l'Univers) (1995)
- Shin kidô senki Gundam W (New Mobile War Chronicle Gundam Wing) (1995, TV)
- Gamera 2: Region shurai (Gamera 2: Assault of the Legion (USA) ou Gamera vs. Legion (UK)) (1996)
- Vampire Hunter: The Animated Series (Night Warriors: Darkstalkers' Revenge (USA)) (1997)
- Gakkô no kaidan 3 (School Ghost Story 3) (1997)
- Tenchi Muyo! Manatsu no Eve (Tenchi Muyo: Midsummer's Eve and Tenchi the Movie 2: The Daughter of Darkness) (1998)
- Shin kidô senki Gundam W: Endless Waltz (Gundam Wing: Endless Waltz) (1998)
- Gamera 3: Iris kakusei (Gamera 3: The Revenge of Iris) (1999)
- Kurosufaia (ou Cross Fire et Pyrokinesis) (2000)
- Wild ARMs TV (2000, TV)
- The Soultaker (2001, TV)
- Sky Odyssey (2001, jeu vidéo)
- Gojira, Mosura, Kingu Gidorâ: Daikaijû sôkôgeki (Godzilla, Mothra and King Ghidorah: Giant Monsters All-Out Attack) (2001)
- Ailes Grises (Haibane renmei) (2002) (TV)
- Konjiki no Gash Bell!! (2003) (TV)
- Fukumimi (aka Lucky Ears) (2003)
- Ashura no gotoku (Like Asura) (2003)
- Shoro Nagashi (2003)
- Hikari to misu no Daphne (Eng.: Daphne in the brilliant blue) (2004) (TV)
- Wanda to Kyozou (Wander and the Colossus, ou Shadow of the Colossus) (2005, jeu vidéo)
- Shakugan no Shana (2005) (TV)
- Tokyo Magnitude 8.0 Bande son entière de la série animée (2009) (Album OST - 2009)
- Colorful (film) (2010)
- Another (animé) (2012)